# Ulrich Tuchel
Ulrich Tuchel (Berlino, 7 agosto 1904 – Heilbronn, 29 gennaio 1986) è stato un ingegnere e imprenditore tedesco.

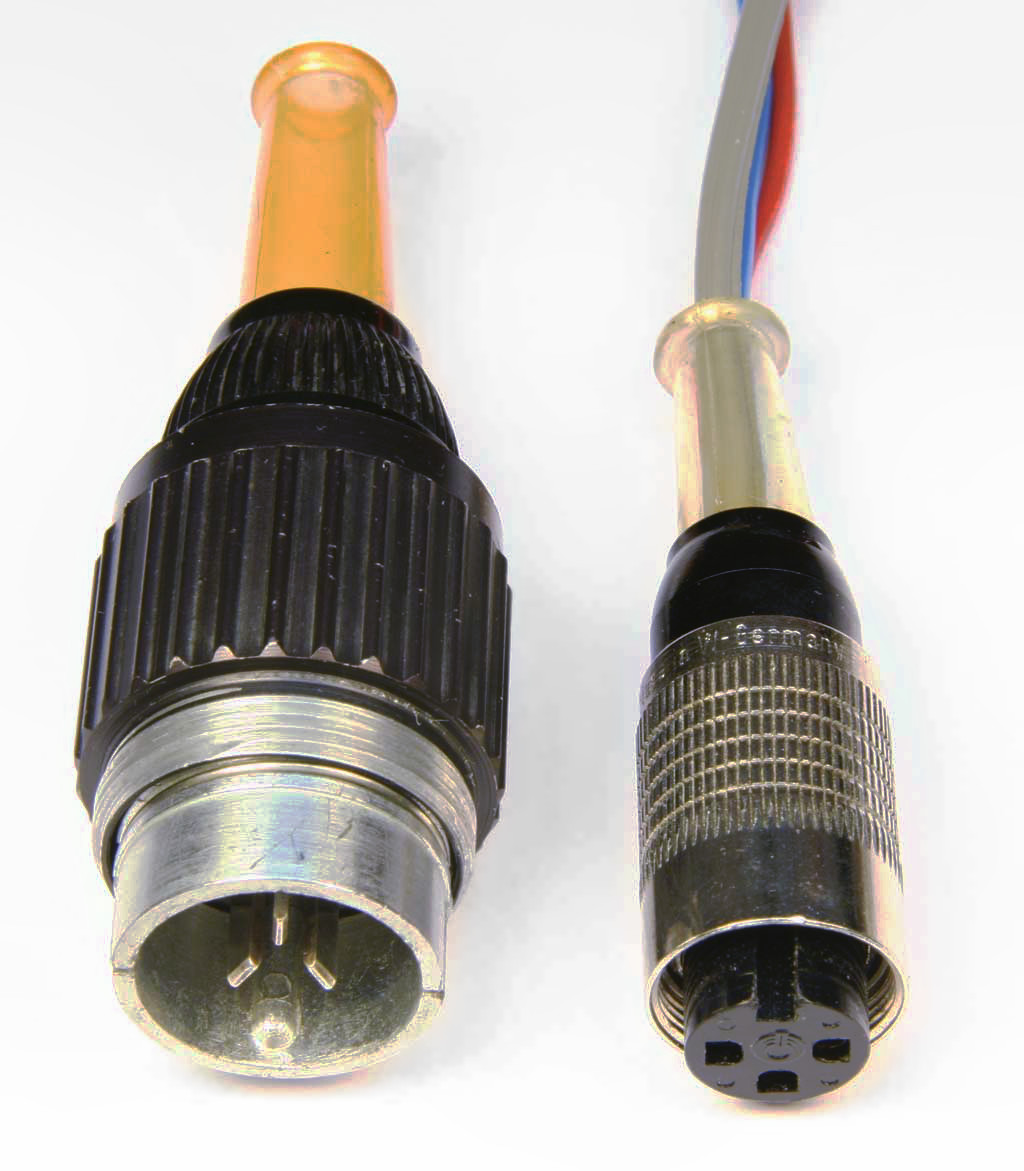
Connettore Tuchel grande e piccolo

Negli anni 1930 sviluppò il connettore Tuchel, che prese il suo nome.

## Biografia
Dopo aver studiato ingegneria elettrica, Tuchel divenne ingegnere di produzione nel 1932 e successivamente capo progettista in tecnologia centrale presso la Reichs-Rundfunk-Gesellschaft di Berlino. Per facilitare la sostituzione degli apparecchi radio, sviluppò un contatto autopulente che divenne noto come il "connettore Tuchel". La tecnologia venne ampiamente utilizzata per la prima volta ai Giochi Olimpici di Berlino del 1936 ed introdotta in tutti gli studi radiofonici tedeschi nel 1943. All'inizio degli anni 1940, Tuchel avviò un'attività in proprio e, a causa di incursioni aeree, trasferì la produzione a Eisenberg in Turingia.

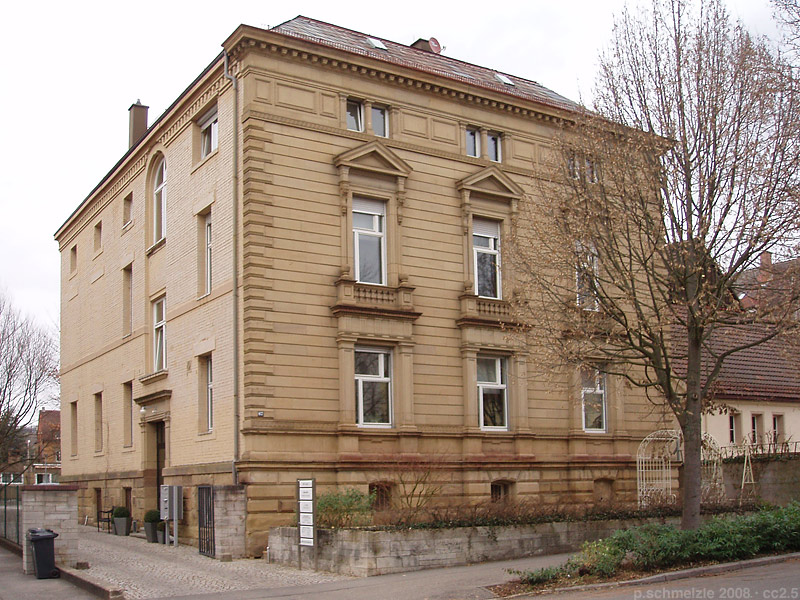
La prima sede dell'azienda di Tuchel nella Bismarckstrasse di Heilbronn

Dopo la fine della seconda guerra mondiale, nel 1947, si trasferì a Heilbronn nel Württemberg, la città dove era nata sua moglie. Nel 1948 fondò la società Tuchel-Kontakt nell'ex mensa degli ufficiali della caserma di Heilbronn, che produceva tecnologia per le stazioni radio. Nel 1958 l'azienda, con circa 500 dipendenti, si trasferì in un edificio a Böchingen. Negli anni 1960 l'azienda pubblicizzava l'affidabilità dei contatti affermando che una presa Tuchel funzionava senza problemi anche al di fuori dell'atmosfera terrestre, riferendosi al volo spaziale emergente.
Nel 1963, Tuchel ricevette la Rudolf-Diesel-Medaille. In occasione del suo 60º compleanno, nel 1964, il gruppo di lavoro per la musica elettronica della Università tecnica di Berlino, a cui Tuchel aveva donato attrezzature da studio, eseguì la composizione Morsezeichen di Manfred Krause e Rüdiger Rüfer a Heilbronn. Il 1º gennaio 1967, Tuchel vendette la sua azienda alla statunitense Amphenol Corporation. Lasciò l'azienda e continuò a lavorare come consulente.
Nel 1968, fondò la Conectron GmbH & Co. KG a Berlino, che sviluppò piccoli motori elettrici. Tuchel collezionava opere d'arte e nel 1970 fu testimone nel processo della cosiddetta "frode pittorica di Monaco", in cui gli fu venduto un dipinto falso di un vecchio maestro veronese per 750.000 marchi. Morì a Heilbronn nel 1986.